# جيمي د. لونغ
جيمي د. لونغ (بالإنجليزية: Jimmy D. Long) هو فلاح وشخصية أعمال وسياسي أمريكي، ولد في 6 أكتوبر 1931 في واينفيلد في الولايات المتحدة، وتوفي في 9 أغسطس 2016 في نتشتوشس في الولايات المتحدة. حزبياً، نشط في الحزب الديمقراطي. وقد انتخب عضو مجلس نواب لويزيانا.